# Saint-Sauveur (Haute-Saône)
Saint-Sauveur ist eine französische Gemeinde im Département Haute-Saône in der Region Bourgogne-Franche-Comté. Er gehört zum Kanton Luxeuil-les-Bains im Arrondissement Lure.

## Geographie
Saint-Sauveur liegt auf einer Höhe von 283 m über dem Meeresspiegel, anderthalb Kilometer südlich von Luxeuil-les-Bains und etwa 27 Kilometer nordöstlich der Stadt Vesoul (Luftlinie). Das Dorf erstreckt sich im nördlichen Teil des Départements, in der Ebene von Luxeuil, am südlichen Ufer des Breuchin gegenüber von Luxeuil-les-Bains.
Die Fläche des 12,02 km² großen Gemeindegebiets umfasst einen Abschnitt der Ebene von Luxeuil. Der Hauptteil des Gebietes wird von dieser Alluvialebene eingenommen, die durchschnittlich auf 280 m liegt. Wichtigstes Fließgewässer ist der Breuchin, der mit zahlreichen Windungen durch eine Niederung westwärts zur Lanterne fließt und die nördliche Abgrenzung markiert. Vom Flusslauf erstreckt sich das Gemeindeareal südwärts über die Ebene bis zur Niederung des Ruisseau du Vay de Brest, eines weiteren rechten Zuflusses der Lanterne.
Östlich und südöstlich an das Dorf schließen ausgedehnte Wälder an. Im Osten sind dies der Vaivre und der Bois d'Amont, im Südosten der Vay de Brest, in dem sich die Quelle Saint-Vaudre befindet. Mit 304 m wird auf einer Anhöhe im Bois d'Amont die höchste Erhebung von Saint-Sauveur erreicht. In diesen Waldgebieten gibt es zahlreiche Weiher, teils natürlichen Ursprungs, teils aufgestaut und für die Fischzucht genutzt.
Nachbargemeinden von Saint-Sauveur sind Luxeuil-les-Bains und Froideconche im Norden, Esboz-Brest im Osten, La Chapelle-lès-Luxeuil im Süden sowie Baudoncourt und Breuches im Westen.

## Geschichte
Erstmals urkundlich erwähnt wird Saint-Sauveur im Jahr 1195 unter dem Namen Sanctus Salvator. Aus späterer Zeit sind die Schreibweisen Saint Savor (1255), Saint Salvour (1290), Saint Salveur (1477) und Saint Saulveur (1535) überliefert. Der heutige Ortsname ist seit 1680 belegt. Im Mittelalter gehörte Saint-Sauveur zur Freigrafschaft Burgund und darin zum Gebiet des Bailliage d’Amont. Die lokale Herrschaft hatten seit 1255 die Äbte des Klosters Luxeuil inne. Die Dorfkirche stand jedoch unter der Obhut des Kapitels Saint-Jean von Besançon, was zu zahlreichen Konflikten mit dem Kloster Luxeuil führte. Zusammen mit der Franche-Comté gelangte das Dorf mit dem Frieden von Nimwegen 1678 definitiv an Frankreich. 
Während des Ersten Weltkrieges wurde auf dem Gemeindegebiet südwestlich des Dorfes der Militärflugplatz von Luxeuil erbaut. Heute ist Saint-Sauveur Mitglied des Gemeindeverbandes Communauté de communes du Pays de Luxeuil.

## Sehenswürdigkeiten
Die dreischiffige Kirche Sainte-Trinité wurde zwischen 1831 (Turm) und 1865 im Stil der Neugotik neu erbaut und ersetzte die mittelalterliche Kirche aus dem 12./13. Jahrhundert. Das oktogonale Baptisterium ist als Monument historique klassiert. Zur Ausstattung der Kirche gehören das Taufbecken aus dem 16. Jahrhundert, Mobiliar im neugotischen Stil und Gemälde aus dem 18. Jahrhundert. Aus dem 17. Jahrhundert stammt das Pfarrhaus.

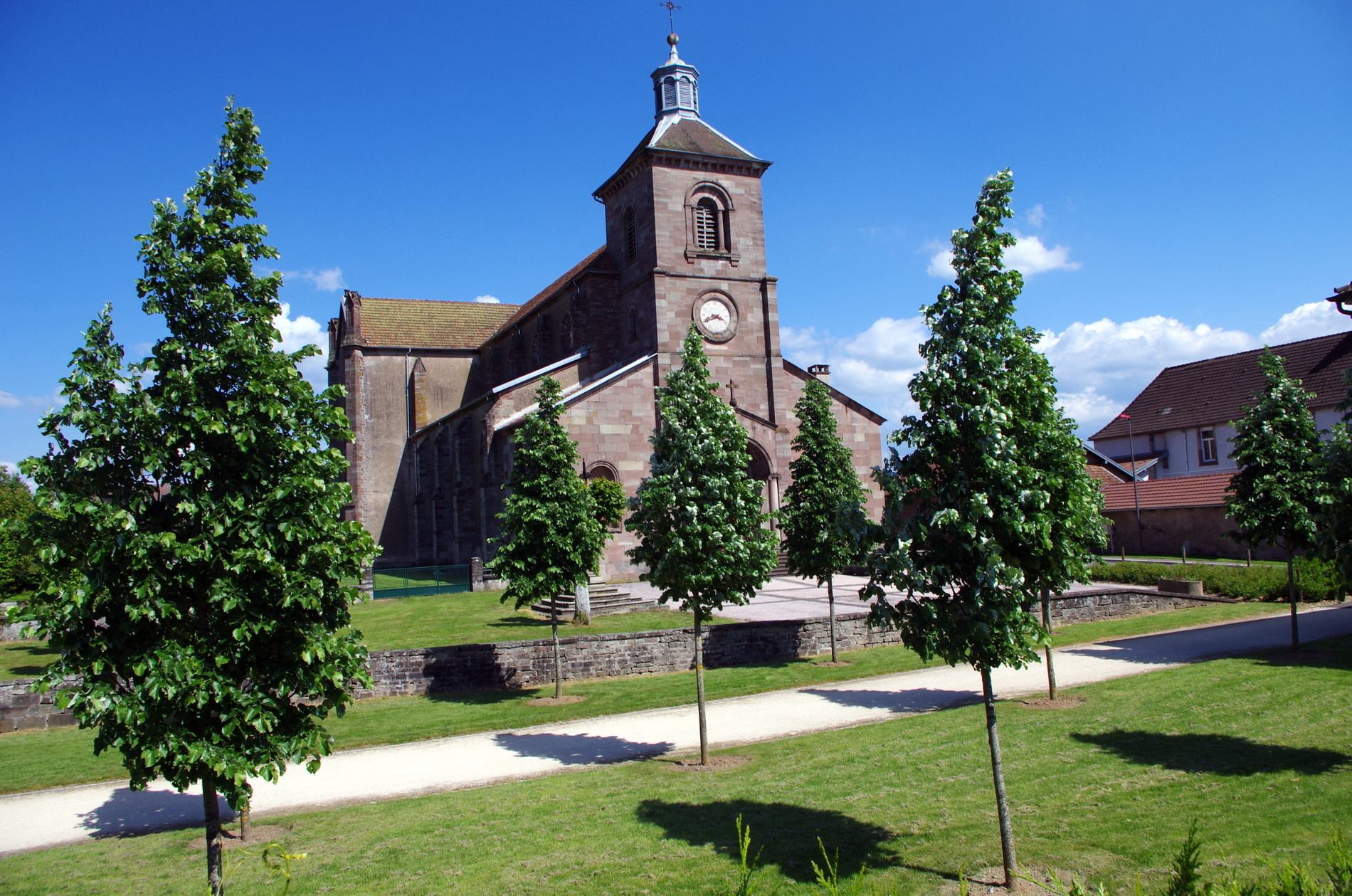
Kirche Sainte-Trinité
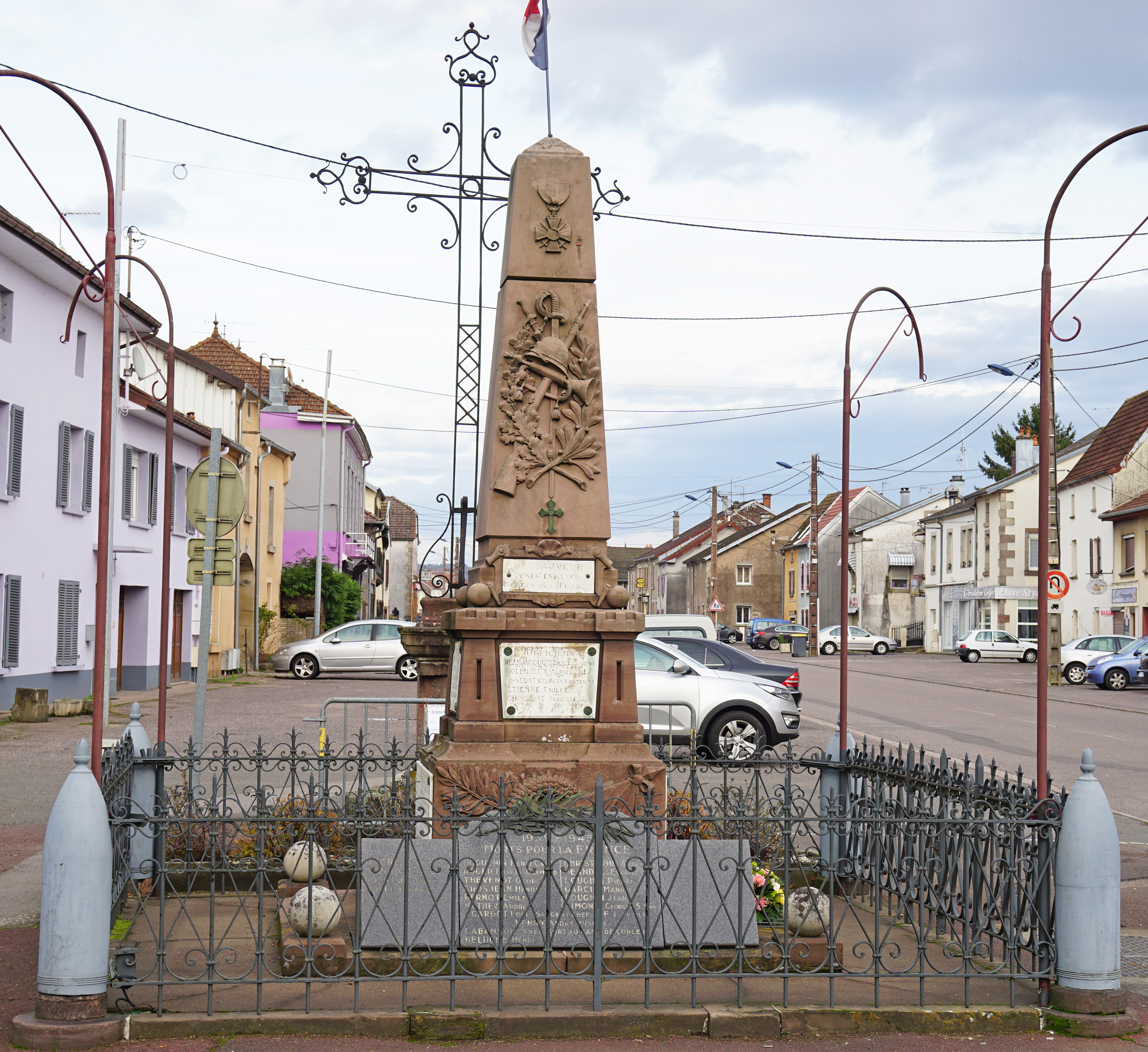
Kriegerdenkmal
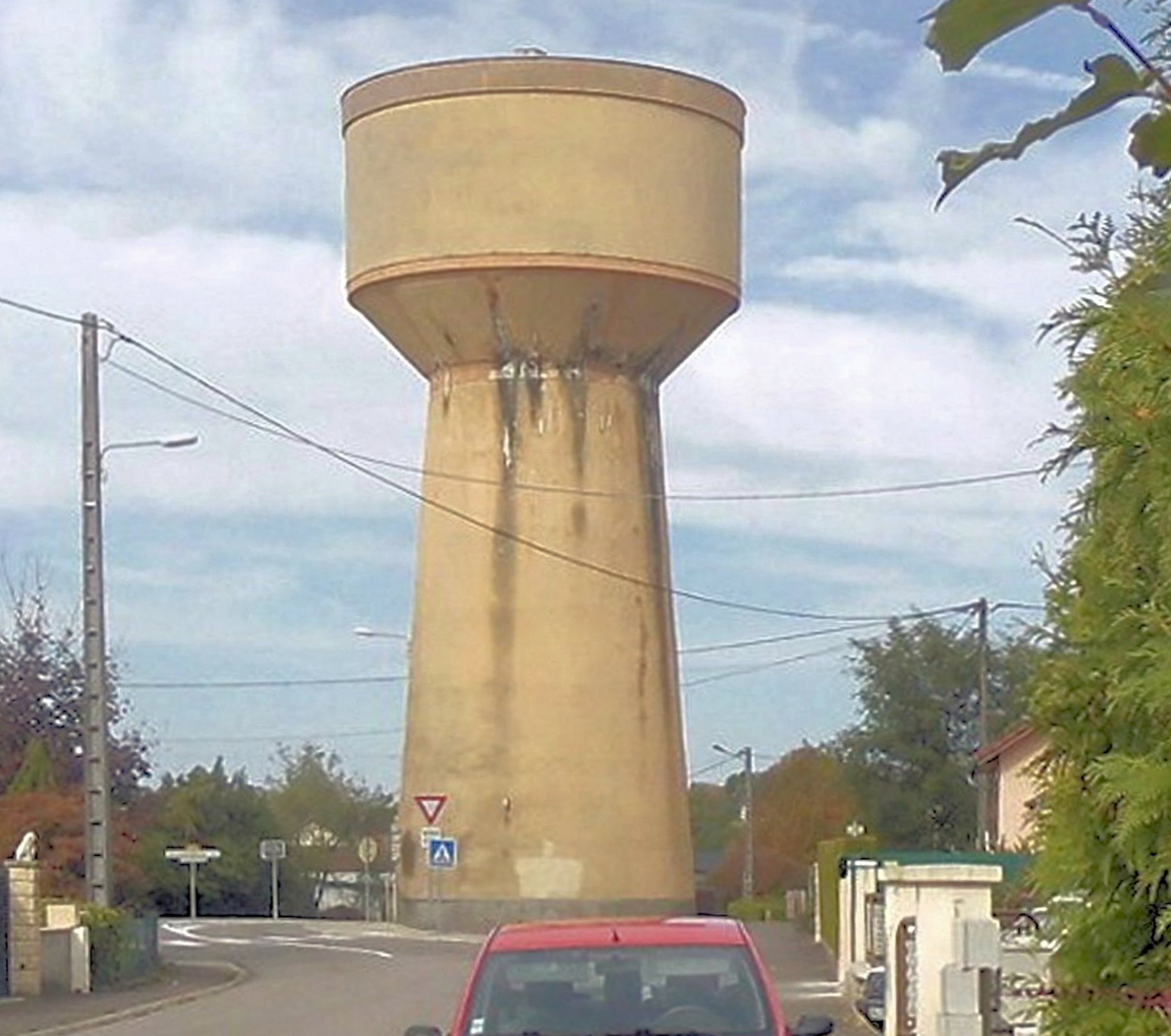
Wasserturm

## Bevölkerung
| Jahr                       | 1962 | 1968 | 1975 | 1982 | 1990 | 1999 | 2010 | 2020 |
| Einwohner                  | 1932 | 2182 | 2108 | 2161 | 2047 | 2037 | 2108 | 1936 |
| Quellen: Cassini und INSEE |      |      |      |      |      |      |      |      |

Mit 1929 Einwohnern (1. Januar 2022) gehört Saint-Sauveur zu den mittelgroßen Gemeinden des Départements Haute-Saône. Nachdem die Einwohnerzahl in der ersten Hälfte des 20. Jahrhunderts insgesamt angestiegen ist (1901 wurden 1594 Personen gezählt), wurden seit Beginn der 1970er Jahre nur noch relativ geringe Schwankungen verzeichnet.

## Wirtschaft und Infrastruktur
Saint-Sauveur war lange Zeit ein vorwiegend durch die Landwirtschaft (Ackerbau, Obstbau und Viehzucht), die Forstwirtschaft und die Fischzucht geprägtes Dorf. Einen wirtschaftlichen Aufschwung erlebte der Ort nach dem Bau des Militärflugplatzes Luxeuil-Saint-Sauveur (nach 1916), der heute mit Nuklearwaffen ausgestattet ist. Mittlerweile hat sich Saint-Sauveur zu einem Gewerbestandort in der Agglomeration Luxeuil entwickelt. Es gibt verschiedene Betriebe des Klein- und Mittelgewerbes, darunter Unternehmen der Metallverarbeitung (Bronzegießerei), der Holzverarbeitung, der Feinmechanik und ein Verteilerzentrum für Tiefkühlprodukte. In den letzten Jahrzehnten hat sich das Dorf auch zu einer Wohngemeinde gewandelt. Viele Erwerbstätige sind deshalb Wegpendler, die in den anderen größeren Ortschaften der Region Luxeuil ihrer Arbeit nachgehen.
Die Ortschaft ist verkehrstechnisch gut erschlossen. Sie liegt an der Route nationale 57, die von Vesoul via Luxeuil-les-Bains nach Remiremont führt. Durch eine vierspurig ausgebaute Umfahrungsstraße ist der Ortskern vom Durchgangsverkehr entlastet. Weitere Straßenverbindungen bestehen mit Lure, Melisey, Raddon-et-Chapendu und Breuches. Durch Saint-Sauveur führt die Eisenbahnlinie von Lure nach Épinal. Der nächste Bahnhof befindet sich in Luxeuil-les-Bains.